# Oto Dub
Prof. Ing. Dr. Oto Dub, DrSc. (11. října 1902 Uhlířské Janovice – 1. října 1979 Bratislava), člen ČSAV a SAV, vodohospodář, zakladatel moderní hydrologie na Slovensku.

## Životopis
Akademik Oto Dub se narodil v rodině klempíře. Z rodných Uhlířských Janovic odešel do Prahy studovat na ČVUT. V roce 1926 absolvoval a jako stavební inženýr našel zaměstnání na Ministerstvu veřejných prací. Na Slovensko, které v té době skýtalo více možností k uplatnění dosaženého vzdělání, odešel v roce 1929 a získal zde místo v hydrografickém oddělení Krajinského úradu v Bratislavě. Při poznávání hydrologických poměrů Slovenska spojil svého koníčka turistiku s potřebami zvoleného povolání.
Po rozpadu Československa a vzniku Slovenského státu 14. března 1939 zůstal Oto Dub v nově vzniklém státě. Jeho odborné znalosti byly uznávány a proto byl v roce 1940 pověřen vedením nově zřízeného Štátneho hydrologického a meteorologického ústavu. Zanedlouho poté byl ale zatčen a od září 1941 uvězněn ve věznici v Ilavě. Na podzim roku 1944 se mu podařilo z vězení uprchnout a připojit se k sovětskému partyzánskému oddílu. Do Bratislavy se vrátil v dubnu 1945.

## Publikace
- Režim veľkých vôd na malých tokoch, Publikácia štátneho hydrologického a meteorologického ústavu v Bratislave, Bratislava 1941
- Hydrologická služba na Slovensku za dob neslobody, Státní ústav hydrologický T.G. Masaryka, Praha 1946
- Medze kritických krátkodobých dažďov, In: Meteorologické zprávy, ročník 1947, č. 5
- Limnológia; hydrológia jazier a barín, Slovenská akadémia vied, Bratislava 1953
- Všeobecná hydrológia Slovenska, Slovenské vydavateľstvo technickej literatúry, Bratislava 1955
- Hydrológia, Hydrografia, Hydrometria, Slovenské vydavateľstvo technickej literatúry, Bratislava 1957
- Použití matematické statistiky v hydrologii, In: Aplikace matematiky, ročník 1959 (Vol. 4), č. 5, dostupné online
- Vodné hospodárstvo, SVTL a SVŠT, (Dočasné vysokoškolské učebnice), Bratislava 1964
- Dub Oto, Němec Jaromír a kol.: Hydrologie, SNTL, Praha 1969
- Základy meteorológie a klimatológie, 2. vydání, SVŠT, Bratislava 1978